# Kianuko Park
Kianuko Park är en park i Kanada.   Den ligger i provinsen British Columbia, i den södra delen av landet, 3 100 km väster om huvudstaden Ottawa. Kianuko Park ligger 1 901 meter över havet.
Terrängen runt Kianuko Park är kuperad åt nordväst, men åt sydost är den bergig. Runt Kianuko Park är det mycket glesbefolkat, med 2 invånare per kvadratkilometer.. Det finns inga samhällen i närheten. 
I omgivningarna runt Kianuko Park växer i huvudsak barrskog.